# بارسید ها
مقالات مرتبط: کارتاژ

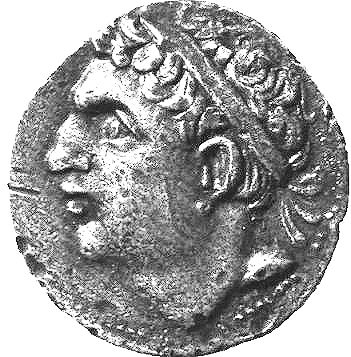
سکه کارتاژی که هاسدروبال بارکا (۲۴۵–۲۰۷ قبل از میلاد)، برادر کوچکتر هانیبال بارکا (۲۴۷-حدود ۱۸۲ قبل از میلاد) را نشان می‌دهد.

خاندان بارسید (پونیک: 𐤁𐤓𐤒، رومی: baraq ،خاندانی کارتاژی بودند که در دوره باستان می‌زیستند. بسیاری از اعضای آن دشمنان سرسخت جمهوری روم بودند و نقش‌های مهمی را در نبردهای پونیک علیه روم ایفا کردند. نام «بارسید» وصفی است که تاریخ نویسان آن را ابداع کرده‌اند. نام واقعی سامی شمال غربی بارکا (Barca) یا بارکاس (Barcas) بود که به معنی رعد و برق است. تلفظ بارسید در منابع مختلف به صورت: برقی در عربی، برقا در مالتی و برخو در سریانی است.

## پیش‌درآمد
در طول قرن سوم قبل از میلاد، بارسیدها یکی از خاندان‌های پیشرو در نظام الیگارشی حاکم بر کارتاژ بودند. با در نظر گرفتن اینکه گسترش جمهوری روم به سوی دریای مدیترانه، منافع تجاری کارتاژ را تهدید می‌کرد، در جنگ پونیک اول (۲۶۴–۲۴۱ قبل از میلاد) شرکت کردند و خود را برای جنگ دوم پونیک (۲۱۸–۲۰۱ قبل از میلاد) آماده کردند.
بارسیدها چندین شهر کارتاژی را در شبه جزیره ایبری تأسیس کردند که برخی از آنها امروزه نیز وجود دارند. به عنوان مثال به مائون و کارت حدشت (که بیشتر با ترجمه لاتین نام آن معروف است: "Carthago Nova" یا کارتاژ جدید)، که در حال حاضر نام کارتاجنا (Cartagena) در اسپانیا امروزی را یدک می‌کشد. این نام معمولاً به عنوان ریشه ای برای بارسلون نیز نسبت داده می‌شود.